# Narcisse de Bonis
Pour l’article homonyme, voir Narcisse.
Narcisse, op. 90, est une œuvre de la compositrice Mel Bonis, datant de 1910.

## Composition
Mel Bonis compose Narcisse, œuvre pour piano, avant 1910, date à laquelle elle publie chez Sénart sous le pseudonyme d'Henry Wladimir Liadoff (allusion au compositeur russe Anatoli Liadov). L'œuvre est rééditée chez Furore en 2006.

## Analyse
Narcisse fait partie des pièces pour lesquelles la compositrice s'est inspiré de figures de la mythologie. Ici, la compositrice prend la figure de Narcisse. Ces pièces offrent des figures archétypales pour penser la place des femmes et le sort que les hommes leur réservent. Écho est un bijou symboliste et une œuvre à clefs.
Cette œuvre forme un diptyque avec Écho, op. 89. C'est une œuvre qui demande une certaine exigence technique et qui, de par le titre et l'esthétique se retrouve dans le mouvement symboliste.

## Edition actuelle
- in Mel Bonis, œuvre pour piano, Voume 7, Pièces pittoresques et poétiques C ; Editions Furore, 2006

## Discographie
- Bonis: "Le songe de Cléopâtre" (L'œuvre pour piano à quatre mains / Les compositrices, Vol. 3), Claudine Simon (piano), Ligia, 107521, 2012

## Sources
- Étienne Jardin, Mel Bonis (1858-1937) : parcours d'une compositrice de la Belle Époque, 2020 (ISBN 978-2-330-13313-9 et 2-330-13313-8, OCLC 1153996478, lire en ligne)